# Leyviller
Leyviller [levilɛʁ] est une commune française située dans le département de la Moselle et le bassin de vie de la Moselle-Est, en région Grand Est.

## Géographie

### Communes limitrophes
|          | Hoste     |                         |
| Altrippe | Leyviller | Saint-Jean-Rohrbach     |
| Hellimer |           | Diffembach-lès-Hellimer |

### Hydrographie
La commune est située dans le bassin versant du Rhin au sein du bassin Rhin-Meuse. Elle est drainée par le ruisseau le Buschbach, le ruisseau le Ruhbrecher et le ruisseau le Schnappbach.
Le Buschbach, d'une longueur totale de 15,3 km, prend sa source dans la commune de Altrippe et se jette  dans l'Albe en limite de Kappelkinger et de Nelling, après avoir traversé huit communes.

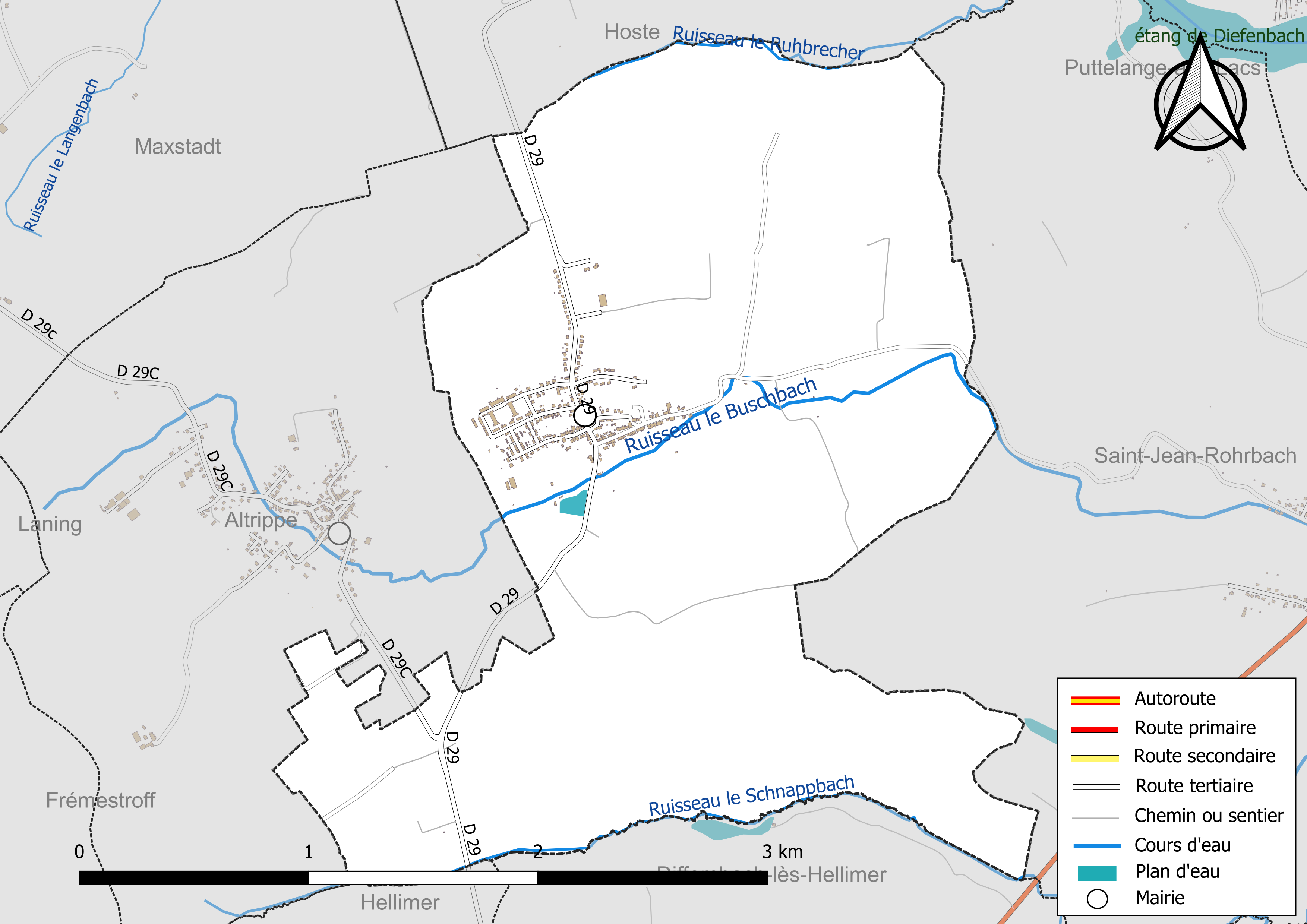
Réseaux hydrographique et routier de Leyviller.

La qualité des eaux des principaux cours d’eau de la commune, notamment du ruisseau le Buschbach, peut être consultée sur un site spécial géré par les agences de l’eau et l’Agence française pour la biodiversité.

### Climat
Pour des articles plus généraux, voir Climat du Grand Est et Climat de la Moselle.
En 2010, le climat de la commune est de type climat des marges montargnardes, selon une étude du Centre national de la recherche scientifique s'appuyant sur une série de données couvrant la période 1971-2000. En 2020, Météo-France publie une typologie des climats de la France métropolitaine dans laquelle la commune est exposée à un climat semi-continental et est dans la région climatique  Lorraine, plateau de Langres, Morvan, caractérisée par un hiver rude (1,5 °C), des vents modérés et des brouillards fréquents en automne et hiver. 
Pour la période 1971-2000, la température annuelle moyenne est de 9,9 °C, avec une amplitude thermique annuelle de 17,1 °C. Le cumul annuel moyen de précipitations est de 835 mm, avec 11,9 jours de précipitations en janvier et 9,3 jours en juillet. Pour la période 1991-2020, la température moyenne annuelle observée sur la station météorologique de Météo-France la plus proche, « Kappelkinger_sapc », sur la commune de Kappelkinger à 9 km à vol d'oiseau, est de 10,6 °C et le cumul annuel moyen de précipitations est de 772,6 mm. 
La température maximale relevée sur cette station est de 38,8 °C, atteinte le 25 juillet 2019 ; la température minimale est de −19,6 °C, atteinte le 26 décembre 2010,,. 
Les paramètres climatiques de la commune ont été estimés pour le milieu du siècle (2041-2070) selon différents scénarios d'émission de gaz à effet de serre à partir des nouvelles projections climatiques de référence DRIAS-2020. Ils sont consultables sur un site spécial publié par Météo-France en novembre 2022.

## Urbanisme

### Typologie
Au 1er janvier 2024, Leyviller est catégorisée bourg rural, selon la nouvelle grille communale de densité à sept niveaux définie par l'Insee en 2022.
Elle est située hors unité urbaine et hors attraction des villes,.

### Occupation des sols
L'occupation des sols de la commune, telle qu'elle ressort de la base de données européenne d’occupation biophysique des sols Corine Land Cover (CLC), est marquée par l'importance des territoires agricoles (70,4 % en 2018), en diminution par rapport à 1990 (72,4 %). La répartition détaillée en 2018 est la suivante : 
terres arables (25,6 %), prairies (23,5 %), forêts (20,6 %), zones agricoles hétérogènes (15,1 %), cultures permanentes (6,2 %), zones urbanisées (5,6 %), zones humides intérieures (3,5 %). L'évolution de l’occupation des sols de la commune et de ses infrastructures peut être observée sur les différentes représentations cartographiques du territoire : la carte de Cassini (XVIIIe siècle), la carte d'état-major (1820-1866) et les cartes ou photos aériennes de l'IGN pour la période actuelle (1950 à aujourd'hui).

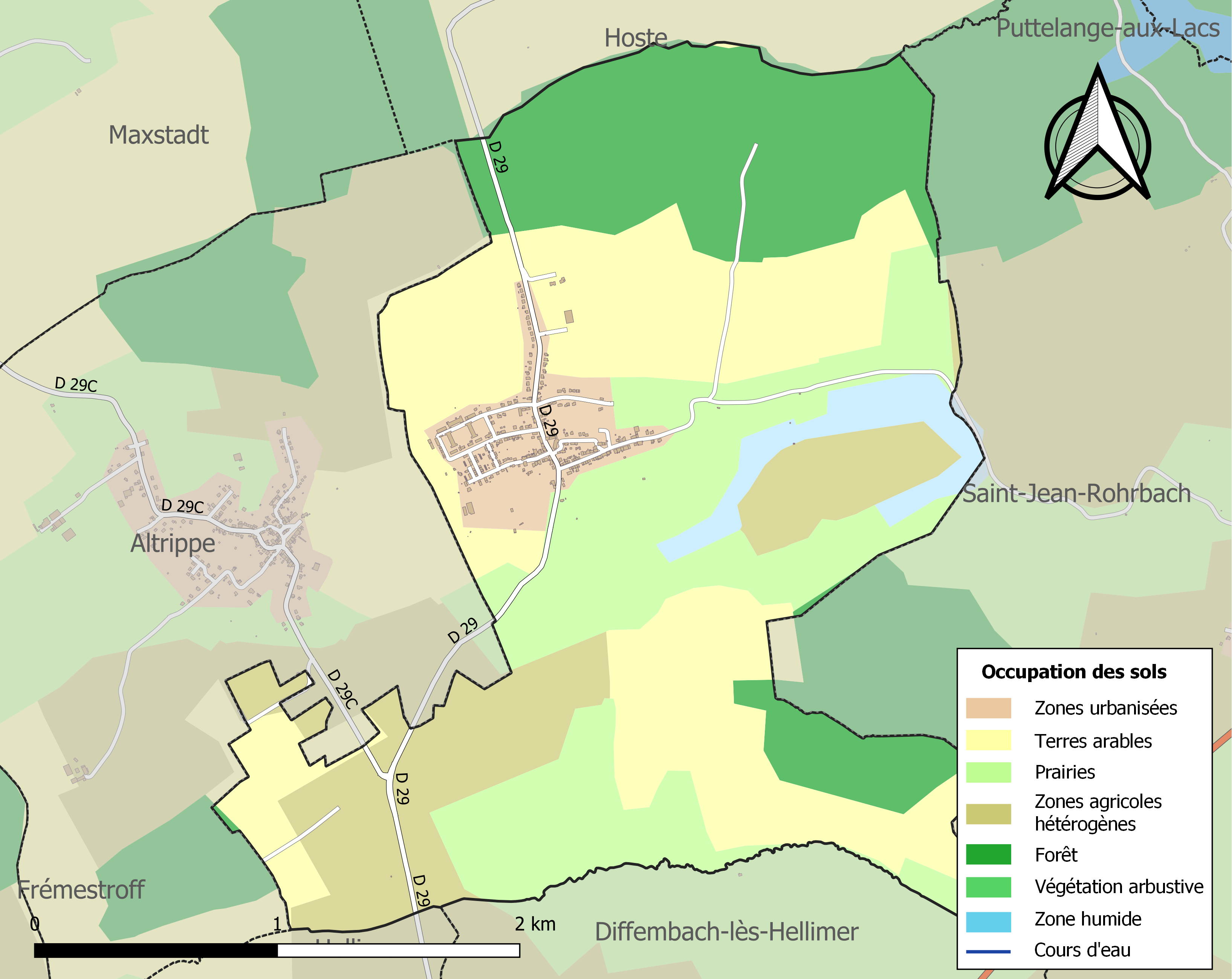
Carte des infrastructures et de l'occupation des sols de la commune en 2018 (CLC).

## Toponymie
- Liedes villa (706), Leuwiler (1365), Lewiller et Lauwiller (1544), Leuviller (carte Cassini), Layviller (1793), Leyviller (1801), Leyweiler (1871-1918).
- Leiwiller en francique lorrain, Lenweiler[14] en allemand.

## Histoire
- Dépendait de l'ancienne province de Lorraine.
- Le traité de Paris (1718) le rattachait à la Lorraine.

## Politique et administration
| Période                                  | Période   | Identité             | Étiquette | Qualité |
| ---------------------------------------- | --------- | -------------------- | --------- | ------- |
| mars 1971                                | mars 2001 | Charles Hochscheid   |           |         |
| mars 2001                                | 2008      | Laurent Patrice Klam |           |         |
| mai 2020                                 | En cours  | Daniel Ballié        |           |         |
| Les données manquantes sont à compléter. |           |                      |           |         |

## Démographie
L'évolution du nombre d'habitants est connue à travers les recensements de la population effectués dans la commune depuis 1793. Pour les communes de moins de 10 000 habitants, une enquête de recensement portant sur toute la population est réalisée tous les cinq ans, les populations de référence des années intermédiaires étant quant à elles estimées par interpolation ou extrapolation. Pour la commune, le premier recensement exhaustif entrant dans le cadre du nouveau dispositif a été réalisé en 2005.

En 2022, la commune comptait 506 habitants, en évolution de +3,48 % par rapport à 2016 (Moselle : +0,52 %, France hors Mayotte : +2,11 %).
| 1793 | 1800 | 1806 | 1821 | 1836 | 1841 | 1861 | 1866 | 1871 |
| ---- | ---- | ---- | ---- | ---- | ---- | ---- | ---- | ---- |
| 389  | 413  | 454  | 755  | 510  | 496  | 470  | 502  | 467  |

| 1875 | 1880 | 1885 | 1890 | 1895 | 1900 | 1905 | 1910 | 1921 |
| ---- | ---- | ---- | ---- | ---- | ---- | ---- | ---- | ---- |
| 430  | 376  | 352  | 335  | 303  | 282  | 274  | 254  | 235  |

| 1926 | 1931 | 1936 | 1946 | 1954 | 1962 | 1968 | 1975 | 1982 |
| ---- | ---- | ---- | ---- | ---- | ---- | ---- | ---- | ---- |
| 229  | 236  | 222  | 314  | 269  | 276  | 299  | 424  | 455  |

| 1990 | 1999 | 2005 | 2006 | 2010 | 2015 | 2020 | 2022 | - |
| ---- | ---- | ---- | ---- | ---- | ---- | ---- | ---- | - |
| 436  | 436  | 474  | 503  | 461  | 489  | 506  | 506  | - |

## Culture locale et patrimoine

### Lieux et monuments
- Vestiges gallo-romains : statuette de Mercure en bronze doré.

#### Édifice religieux
- Église Notre-Dame 1827 : autels XVIIIe siècle, grille XVe siècle ; chasubles XVIIIe siècle données par le roi Stanislas Leszczyński, pèlerinage aux 14 saints auxiliaires.

### Héraldique
| Blason de Leyviller | Blason  | Parti: au 1er de gueules au dextrochère de carnation, vêtu d'azur, mouvant d'une nuée d'argent, tenant une épée du même, garnie d'or, accostée de deux cailloux du même, au 2e de sable au lion d'argent, couronné, armé et lampassé d'or. |
| Blason de Leyviller | Détails | Le statut officiel du blason reste à déterminer. |